# Augsburg-Lechviertel, östliches Ulrichsviertel
Augsburg-Lechviertel, östliches Ulrichsviertel ist einer von 42 statistischen Stadtbezirken der bayerischen Großstadt Augsburg und besteht aus dem Lechviertel sowie dem östlichen Teil des Ulrichsviertels. Er gehört zum Planungsraum Innenstadt.

## Geographie
Der Stadtbezirk wird – von Westen über Norden verlaufend – von der Maximilianstraße, dem Judenberg, dem Stadtgraben, dem Roten Torwall und der Eserwallstraße begrenzt. Mit einer Fläche von 38,3 Hektar ist er einer der flächenmäßig kleineren Stadtbezirke Augsburgs, was bei der recht stolzen Zahl von 4.905 Einwohnern zu einer der höchsten Bevölkerungsdichten in der Fuggerstadt führt.

## Demographie
Am 1. Januar 2021 lebten in dem Stadtbezirk 4.905 Menschen mit Haupt- und Nebenwohnsitz, von denen 2.493 weiblichen Geschlechts waren, was einem Anteil 50,8 Prozent entspricht. Mit 803 ausländischen Mitbürgern – 16,4 Prozent – liegt der Ausländeranteil etwas unter dem der Gesamtstadt. Fast die Hälfte der Einwohner des Bezirks – 2.381 Menschen – sind zwischen 20 und 40 Jahren alt, die Gruppe der über 40- bis unter 60-Jährigen macht mit 1.165 Personen den zweitgrößten Anteil aus.

## Lechviertel
Hauptartikel: Augsburg-Lechviertel
Das Lechviertel zeichnet sich durch seine alten und engen Gassen aus, deren historische Kopfsteinbepflasterung seit den 1980er Jahren wiederhergestellt wurde. Einen besonderen Flair bezieht der Stadtteil außerdem durch die Lechkanäle, die nach dem Zweiten Weltkrieg mehrheitlich überdeckt, inzwischen aber wieder freigelegt wurden. In den verwinkelten Straßenzügen haben sich vor allem kleine Boutiquen, Bars und Kneipen angesiedelt, wodurch das Viertel für Augsburger wie auch für Touristen zu einem Anziehungspunkt geworden ist.

## Östliches Ulrichsviertel
Hauptartikel: Augsburg-Ulrichsviertel
Das Ulrichsviertel unterscheidet sich vom angrenzenden Lechviertel vor allem durch den architektonischen Baustil der Häuser: Viele Handwerkshäuser aus dem Mittelalter, von denen einige noch heute in Betrieb sind, zeichnen sich durch die charakteristischen Biberschwanzziegel auf ihren Dächern aus. An manchen Stellen des Viertels ist noch die alte Stadtmauer vorhanden und lädt zu Spaziergängen ein. Die Kneipenszene ist über den ganzen Stadtteil verteilt und schafft mit zahlreichen kleinen Geschäften eine eigene Atmosphäre.

## Sehenswürdigkeiten
- Alte Silberschmiede
- Barfüßerkirche
- Brechthaus
- Brunnenmeisterhaus
- Freilichtbühne am Roten Tor
- Heilig-Geist-Spital (Spielort der Augsburger Puppenkiste)
- Komödie im Gignoux-Haus
- Kulturhaus Kresslesmühle
- Römisches Museum
- Rotes Tor und Wallanlagen
- Schwäbisches Handwerkermuseum
- Wassertürme am Roten Tor

Weitere Sehenswürdigkeiten stehen in der Liste der Baudenkmäler in Augsburg-Lechviertel, östliches Ulrichsviertel.